# Nuvole (rivista)
Nuvole - col sottotitolo Per la ragionevolezza dell'utopia a partire dal n° 10 - è una rivista italiana di critica della politica e della cultura, fondata nel 1991 da un gruppo di intellettuali della sinistra torinese e arrivata nel 2018 al n° 57.

## Caratteristiche editoriali, proprietà, redazione
Nuvole ha avuto diversi mutamenti nel formato cartaceo, per diventare dal n° 29 esclusivamente digitale. Ha avuto frequenza inizialmente bimestrale, poi trimestrale, quadrimestrale, e per un certo periodo anche mensile, ma sempre piuttosto irregolare. È stata pubblicata successivamente dalle Edizioni Sonda, dagli Editori Riuniti, dalle Edizioni Lighea e da Città Aperta Edizioni. Nel luglio 2014 è arrivata al n° 50. Finanziata inizialmente soprattutto attraverso gli abbonamenti, essa oggi è leggibile sul sito autofinanziato e gratuito www.nuvole.it. La testata appartiene all'Associazione no profit Italia Civile, presieduta da Giulio Poli.
I suoi direttori sono stati Angelo d'Orsi, Mario Dogliani, Alfio Mastropaolo, Lia Fubini e Francesco Pallante. Il Comitato Direttivo del primo numero era formato da Silvano Belligni, Riccardo Bellofiore, Giovanni De Luna, Mario Dogliani, Angelo D'Orsi, Alfio Mastropaolo, Gabriele Polo, Marco Revelli. Di questi sono nell'attuale redazione Belligni, Dogliani e Mastropaolo. Altri redattori di lunga data: Alessandro Casiccia, Alfonso Di Giovine, Guido Ortona, Raffaele Radicioni, Francesco Scacciati.

## Collaboratori
Alla rivista hanno collaborato storici, giuristi, politologi, sociologi, economisti, filosofi, critici letterari e cinematografici, magistrati, sindacalisti, politici, giornalisti, ecc., tra cui Gaetano Azzariti, Mario Agostinelli, Paolo Berdini, Giuseppe Balistreri, Mario Biagioli, Luigi Bobbio, Norberto Bobbio, Sergio Bologna, Luigi Bonanate, Guido Davico Bonino, Aldo Bonomi, Elia Bosco, Emiliano Brancaccio, Gian Mario Bravo, Gian Paolo Calchi Novati, Luciana Castellina, Grazia Cherchi, Noam Chomsky, Marcello Cini, Enzo Collotti, Silvana Dalmazzone, Luciano Gallino, Sergio Garavini, Fiorenzo Girotti, Augusto Graziani, Carlo Federico Grosso, Marziano Guglielminetti, Joseph Halevi, Serge Latouche, Giovanni Levi, Salvatore Lupo, Enrico Luzzati, Brunello Mantelli, Ugo Mattei, Lidia Menapace, Edoardo Novelli, Livio Pepino, Riccardo Petrella, Giovanni Pitruzzella, Felice Roberto Pizzuti, Mario Reale, Giuseppe Ugo Rescigno, Marco Revelli, Antonio Roccuzzo, Rossana Rossanda, Gian Enrico Rusconi, Alfredo Salsano, Chiara Saraceno, Amartya Sen, Ugo Spagnoli, Corrado Stajano, Mario Vadacchino, Danilo Zolo.

## Tematiche
Le tematiche su cui la rivista, nata sull'onda del crollo del muro di Berlino e di Tangentopoli, si è cimentata fin dalla sua nascita sono la crisi della sinistra nazionale e internazionale, la trasformazione delle democrazie e della rappresentanza, il tradimento degli intellettuali rispetto alla loro funzione critica, il "pensiero unico" dell'Occidente neoliberale (che la rivista nel 1995 chiama "liberalismo totalitario"), gli effetti della globalizzazione sul lavoro, sulla società e sull'economia, e la crescita della diseguaglianza.
La redazione dichiarava che la rivista nasceva come reazione al senso di straniamento dei suoi animatori di fronte alle trasformazioni della cultura occidentale e della sinistra, divisa, a loro avviso, tra chi accettava supinamente il "nuovo che avanza" e chi si arroccava in un'autodifesa senza vere autocritiche (si veda la prima pagina del n° 1 e del n° 2). Sulla copertina del n° 9 si legge "dubbi preoccupazioni invettive contro l'esistenza pacificata" e "contro il gioco oppressivo della politica teatro per la ragionevolezza dell'utopia"; nella copertina del n° 17 (dicembre 2000) la rivista è rappresentata attraverso l'immagine del chierichetto che non canta nel coro. Essa si articolava in un editoriale di politica o di politica culturale, in una serie di articoli, in un dossier tematico e in una serie di rubriche, tra cui Incontri e scontri, Gli antenati, Là dove la politica fallisce, Al mercato delle parole usate, Supermercato, Italia incivile, Asterisco, e spesso pubblicava anche racconti, satire, poesie e disegni.
Col tempo la rivista è venuta sempre più concentrandosi su dossier tematici su grandi questioni della politica interna e politica internazionale, del mondo del lavoro e dell'economia, e della politica culturale, affidati a specialisti delle scienze sociali, fino a produrre essenzialmente dei numeri monotematici, ma non ha mai perso del tutto la sua vena ironica, soprattutto negli editoriali e negli articoli di politica italiana, e nei n° 46 e 48 è tornata a concentrarsi sulle "emergenze" della politica.